# ルーマニア民族統一党
ルーマニア民族統一党（ルーマニアみんぞくとういつとう、ルーマニア語: Partidul Unitǎţii Nationale Române）は、かつて存在したルーマニアの民族主義政党。略称はPUNR。
1990年、ハンガリー系少数民族の組織であるハンガリー人民主連合（UDMR）の創設に対抗する形で、「ルーマニア人の生家・文化連合」を母体として3月15日に結成された。結党直後に行われた1990年総選挙 には、共和党（Partidul Republican）と選挙連合「ルーマニア人統合のための連合（Alianţa pentru Unitatea Românilor）」と組んで臨み、9議席（得票率2.12%）を獲得した。

## 党史
- 1990年
  - 3月15日 - ハンガリー人民主連合に対抗する形で結成[1][2]。
  - 結党直後 - 1990年総選挙、共和党と選挙連合「ルーマニア人統合のための連合（Alianţa pentru Unitatea Românilor）」を組んで臨み、9議席（得票率2.12%）を獲得[1][2]。
- 1992年
  - 9月 - 総選挙で、30議席（得票率7.7%）を獲得し、第4党となる。社会民主主義党主導のもとに大ルーマニア党、社会主義労働者党などと連立を組みニコラエ・バカロイウ内閣で4つの官僚ポストを獲得[1][2]。
- 1996年
  - 1月 - 対ハンガリー政策をめぐり社会民主主義党と対立。連立を解消[1][2]。
  - 11月 - 総選挙において勢力を維持したものの（得票率4.4%）、大統領選における党首ギョルゲ・フナル（Gheorghe Funar）の惨敗（第6位）を受けて、党内対立が激化。事実上の党分裂へと至る[1][2]。
- 2000年
  - 同年 - 総選挙を前にし、ルーマニア民族党と合同して「国民連合（Alianţa Naţională）」へと改組されたが、惨敗を喫し、議席を喪失。この結果を受け、国民連合は分裂[1]。
- 2004年
  - 同年 -  総選挙で再び惨敗[1]。
- 2006年
  - 2月 - 保守党に吸収合併[1]。